# Jean-Devaivre
Jean-Devaivre, pseudonimo di Jean-Justin de Vaivre (Boulogne-Billancourt, 18 dicembre 1912 – Villejuif, 27 aprile 2004), è stato un regista e sceneggiatore francese.
Ha diretto 15 lungometraggi e 40 cortometraggi. Ha scritto 35 sceneggiature originali e più di 120 adattamenti e doppiaggi. Ha vinto il Gran premio di Locarno al Festival internazionale del film di Locarno nel 1949 con La ferme des sept péchés, film sull'assassinio di Paul-Louis Courier, con Jacques Dumesnil, Jean Vilar, Pierre Renoir e Jacques Dufilho. 

## Filmografia parziale

### Regista
- Io, mia moglie e la vacca (Ma femme, ma vache et moi) (1952)
- Allarme a sud (Alerte au sud) (1953)